# آمور باتريك تيجنييمب
آمور باتريك تيجنييمب (بالفرنسية: Amour Patrick Tignyemb)‏ (14 يونيو 1985 الكاميرون - ) هو لاعب كرة قدم كاميروني، يلعب كحارس مرمى.

## مسيرته الكروية
لعب آمور باتريك تيجنييمب خلال مسيرته الاحترافية مع نادِ واحدٍ في أحد عشر مواسم ولم يسجل خلالها أي هدف ضمن 285 مباراة. ولم يفز بأي موسم بالكأس أو بالدوري.
خاض آمور باتريك تيجنييمب مسيرته مع نادي بلومفونتين سيلتيك في موسم 2008–09 ليلعب معه أحد عشر مواسم، مشاركًا في 285 مباراة ولم يسجل أي هدف.

## روابط خارجية
- آمور باتريك تيجنييمب على موقع ناشيونال فوتبول تيمز (الإنجليزية)
- آمور باتريك تيجنييمب على موقع Soccerway.com (الإنجليزية)
- آمور باتريك تيجنييمب على موقع أوليمبيديا (الإنجليزية)